# Sraosha

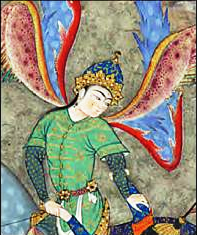
Schildering van de engel Sorush in de Sjahnama van Sjah Tahmasp

Sraosha (Modern-Perzisch: سروش Sorūsh, Middel-Perzisch/Pahlavi: Srosh) is een god uit het zoroastrisme, maar waarschijnlijk stamt uit vroegere, proto-Iraanse tijden. De naam betekent zoiets als ‘gehoorzaamheid’, en als zodanig verwijst het woord naar zowel een goddelijk wezen als een abstractie in de oudste zoroastrische teksten, de Gatha’s in de Avesta.
Sraosha is als beschermende en strijdvaardige god nauw verbonden met gelijkwaardige goden Rashnu en Mithra, die strijden aan de zijde van de goedaardige oppergod Ahura Mazdâ. Hij wordt in de Avesta beschreven als slim, jeugdig, dapper, sterk, knap en lang. Hij heeft met name de rol van beschermer van de materiële wereld (mênôg) tegen de kwade krachten van Angra Mainyu, Ahura Mazdâ’s tegenstrever. Met zijn knots bestrijdt hij vooral ’s nachts demonen. Ook heeft hij een priesterlijk aspect. Hij geldt namelijk als grondlegger van rituele aangelegenheden, zoals het reciteren van de Gatha’s.
In de Pahlavi-literatuur verschijnen Srosh (Sraosha), Rashnu en Mithra als een soort begeleiders en rechters voor de zielen van overledenen. Srosh hoort te worden aangeroepen om die ziel gedurende de eerste drie dagen na het overlijden te beschermen tegen demonen. Op de vierde dag leidt hij de ziel naar een brug, waar een oordeel wordt geveld. In de literatuur groeit Srosh uit tot de machtigste god in de materiële wereld, waar hij heerst in naam van Ahura Mazdâ.

## Sjahnama
In de Sjahnama van de Perzische dichter Ferdowsi uit de 10e eeuw treedt Sorush meerdere malen op. Sorush verschijnt aan Siamak, Gayomards zoon om hem te laten weten dat de zoon van Ahriman, de zwarte demon, een aanval met zijn leger op Gayomard voorbereidt. Als Siamak door de zwarte demon is gedood en Gayomard een jaar over hem heeft getreurd, verschijnt Sorush voor Gaomard om hem op te roepen tot de strijd tegen de demonen. Onder leiding van Siamaks zoon Hushang wordt de zwarte demon verslagen.
Sorush begeleidt ook Fereidoen in diens strijd tegen Zahhak en adviseert hem Zahhak slechts met één slag onschadelijk te maken.
Sorush roept Kay Khosrow in een droom op naar het land van het licht te komen en een opvolger voor de Perzische troon te zoeken. Kay Khosrow kiest Lohrasp als zijn opvolger, een nazaat van Hushang.